# 拉塔里科
拉塔里科（義大利語：Lattarico），是意大利科森扎省的一个市镇。总面积42平方公里，人口4253人，人口密度101.3人/平方公里（2009年）。ISTAT代码为078066。